# Nationalpark Prypjat
Der Nationalpark Prypjat ist ein Nationalpark in der Region Homel in Belarus. Er wurde 1996 zur Erhaltung der Naturlandschaften rund um den Prypjat-Fluss gegründet und ist nach ihm benannt.
Ein Großteil des Parks ist von Torfmooren bedeckt. In dem Park kommen 51 Säugetierarten, darunter Elche, Wildschweine, Rotwild, Dachs und Eurasische Luchse vor.